# 김정현 (1990년 4월)
김정현(한국 한자: 金正賢, 1990년 4월 5일 ~ )은 대한민국의 남자 배우이다.

## 학력
- 분포고등학교 (졸업)
- 한국예술종합학교 연극원 연기과 전문사 (졸업)

## 출연 작품

### 영화
- 2012년 영화 《내가 같이 있어줄게》 ... 진우 역
- 2014년 영화 《살인의 시작》 ... 도현 역
- 2016년 영화 《초인》 ... 최도현 역
- 2016년 영화 《내일의 시간》 ... 이시준 역
- 2017년 영화 《어느날》 ... 차 대리 역
- 2018년 영화 《기억을 만나다》 ... 우진 역
- 2019년 영화 《그대 이름은 장미》 ... 이우성 역
- 2023년 영화 《비밀》 ... 이동근 역

### 드라마
| 연도 | 방송사 | 제목                                    | 역할             | 비고     |
| ---- | ------ | --------------------------------------- | ---------------- | -------- |
| 2016 | SBS    | 드라마스페셜 《질투의 화신》            | 표치열           | 24부작   |
| 2017 | MBC    | 월화드라마 《역적 : 백성을 훔친 도적》  | 모리             | 30부작   |
| 2017 | MBC    | 특집드라마 《빙구》                     | 고만수           | 2부작    |
| 2017 | KBS2   | 월화드라마 《학교 2017》                | 현태운           | 16부작   |
| 2017 | KBS2   | KBS 드라마 스페셜 - 《까까머리의 연애》 | 배치환           | 단막극   |
| 2018 | JTBC   | 월화드라마 《으라차차 와이키키》        | 강동구           | 20부작   |
| 2018 | MBC    | 수목드라마 《시간》                     | 천수호           | 32부작   |
| 2019 | tvN    | 토일드라마 《사랑의 불시착》            | 구승준           | 16부작   |
| 2020 | MBC    | 월화드라마 《저녁 같이 드실래요?》      | 이영동           | 특별출연 |
| 2020 | tvN    | 토일드라마 《철인왕후》                 | 철종             | 20부작   |
| 2023 | MBC    | 금토드라마 《꼭두의 계절》              | 도진우/꼭두/오현 | 16부작   |
| 2024 | KBS2   | 주말드라마 《다리미 패밀리》            | 서강주           | 36부작   |
| 2025 | JTBC   | 토일드라마 《백 번의 추억》             | 정현             |          |

## 뮤직비디오
| 연도 | 가수 | 제목                 | 비고 |
| ---- | ---- | -------------------- | ---- |
| 2017 | 포맨 | 눈 떠보니 이별이더라 |      |

## 광고
| 연도 | 기업명             | 제품명       | 종류               | 공동 출연 |
| ---- | ------------------ | ------------ | ------------------ | --------- |
| 2017 | (주)제이케이컴퍼니 | 페이퍼플레인 | 슈즈 브랜드        |           |
| 2017 | (주)엠케이트렌드   | 버커루       | 빈티지 캐주얼 의류 | 황승언    |
| 2017 | SK텔레콤           | T멤버십      | 통신사             | 솔빈      |
| 2018 | 한국오츠카제약     | 우르오스     | 화장품             | 유노윤호  |

## 수상 및 후보
| 연도 | 시상식                         | 부문                             | 작품                                          | 결과 |
| ---- | ------------------------------ | -------------------------------- | --------------------------------------------- | ---- |
| 2016 | 제25회 부일영화상              | 신인 남자연기상                  | 초인                                          | 후보 |
| 2017 | 제22회 춘사영화상              | 신인남우상                       | 초인                                          | 후보 |
| 2017 | 제1회 더 서울어워즈            | 드라마부문 남자 신인상           | 학교 2017                                     | 후보 |
| 2017 | MBC 연기대상                   | 남자 신인연기상                  | 역적                                          | 수상 |
| 2017 | KBS 연기대상                   | 남자 신인연기상                  | 학교 2017 KBS 드라마 스페셜 - 까까머리의 연애 | 후보 |
| 2017 | KBS 연기대상                   | 네티즌상                         | 학교 2017                                     | 후보 |
| 2018 | 제54회 백상예술대상            | TV부문 남자 신인연기상           | 학교 2017                                     | 후보 |
| 2018 | 제13회 숨피 어워즈             | 브레이크아웃 배우상              | 학교 2017                                     | 후보 |
| 2018 | 제13회 숨피 어워즈             | 베스트 커플상 (with 김세정)      | 학교 2017                                     | 후보 |
| 2021 | 제7회 아시아태평양 스타 어워즈 | 남자 연기상                      | 사랑의 불시착                                 | 후보 |
| 2024 | 제10회 에이판 스타 어워즈      | 장편드라마부문 남자 최우수연기상 | 다리미 패밀리                                 | 후보 |
| 2024 | KBS 연기대상                   | 대상                             | 다리미 패밀리                                 | 후보 |
| 2024 | KBS 연기대상                   | 남자 최우수연기상                | 다리미 패밀리                                 | 수상 |
| 2024 | KBS 연기대상                   | 장편드라마부문 남자 우수연기상   | 다리미 패밀리                                 | 후보 |
| 2024 | KBS 연기대상                   | 남자 인기상                      | 다리미 패밀리                                 | 후보 |
| 2024 | KBS 연기대상                   | 베스트 커플상 (with 금새록)      | 다리미 패밀리                                 | 수상 |